# 类视黄醇

三代不同的类视黄醇类化合物的键线式

类视黄醇（Retinoid）是一类结构与视黄醇（维生素A）相似的有机化合物。一般来说，类视黄醇都是脂溶性分子，由含有烯键的碳链链接头部的碳环与一个带有较强极性的尾部基团。
类视黄醇的一个重要特征是能与一类称为类视黄醇受体的核内受体结合。作为视黄酸受体的成员之一RXR受体能与维生素D受体、PPAR蛋白家族形成异二聚体。因此，类视黄醇能够起到抑制细胞增殖、促进细胞凋亡等多种作用。在临床上，类视黄醇药物除了治疗维生素A缺乏症外，对粉刺、银屑病，以及皮肤癌等疾病也有一定治疗作用。因为能调控细胞增殖等生理过程用而常常被用作药物。